# Juan Pablo Córdoba Elías
Juan Pablo Córdoba Elías (1967-2010) fue un politólogo mexicano. Realizó estudios de licenciatura, maestría y doctorado en Ciencias Políticas en la Facultad de Ciencias Políticas y Sociales (FCPyS) de la UNAM.

## Vida profesional
Como parte de su carrera docente, iniciada en 1992, se hizo acreedor del "Premio Distinción Universidad Nacional para Jóvenes Académicos" en 2003, en el Área de Docencia en Ciencias Sociales.
Adscrito al Centro de Estudios Políticos como profesor de tiempo completo, impartió cátedra en licenciatura y posgrado en la FCPyS, así como en la Universidad Juárez Autónoma de Tabasco y la Universidad Olmeca de Tabasco, en las áreas de metodología de la investigación política, filosofía y teoría política, opinión pública y propaganda política; fue coordinador del Seminario Permanente de Análisis Político de la FCPyS.
En el ámbito de la investigación formó parte de la plantilla del Centro de Investigaciones sobre América del Norte (CISAN) y en el ámbito administrativo se desempeñó como Secretario Administrativo de la FCPyS de 2000 a 2008.
Especialista en el sistema político mexicano y el sistema político de Estados Unidos de América; fue acreedor de una beca para cursar el 11 -Annual Summer Seminar in U.S. Studies for Latin American Social Scientists and Non-Academic Professionals, desarrollado en The Center for U.S.-Mexican Studies, Universty of California, San Diego, EUA; colaboró en segmentos de análisis de procesos electorales en MVS radio y para los diarios Reforma, Milenio y Milenio Semanal.

## Obras
Estudioso de la obra del filósofo y sociólogo francés Jean Baudrillard, publicó el libro Baudrillard (Editorial Miguel Ángel Porrúa, México, 2008. ISBN 9789708190848). 
Otros de sus trabajos publicados son: Notas para una Teoría de la Acción en el Político (Miguel Ángel Porrúa/FCPyS/UNAM, México, 2008. ISBN 9789708190886); Los nuevos referentes de la Seguridad Nacional en los Estados Unidos de América, en la Unión Europea y el TLCAN (UNAM, México, 2004); "Reflexiones sobre la globalización y el Estado nación contemporáneo", en Globalización y Derechos Humanos (Instituto de Investigaciones Jurídicas UNAM, México, 2003); y el texto ¿Y después del 11 de septiembre, qué? (coautor con Pedro Isnardo de la Cruz Lugardo; Contarlínea, México, 2002).

## Homenaje
Falleció en noviembre del año 2010; en el mes de febrero de 2011 la FCPyS le rindió un homenaje en reconocimiento a su trayectoria y aportación académica, con la participación del Dr. Lácides García Detjen, Rector de la Universidad Olmeca de Tabasco, Dr. Fernando Pérez Correa y Dr. Javier Oliva Posadas, entre otros.